# Izotopy kopernicia
Kopernicium (112Cn) je umělý prvek, v přírodě se nevyskytuje. Prvním objeveným izotopem bylo v roce 1996 277Cn.
Je známo 11 izotopů kopernicia, s nukleonovými čísly 276 až 286; nejstabilnější (z těch, jejichž poločas přeměny je znám) je 285Cn s poločasem přeměny přibližně 30 sekund, všechny ostatní mají poločas kratší než 9 sekund. Kopernicium má také jeden až dva jaderné izomery, 283mCn a nepotvrzený 285mCn.

## Seznam izotopů
| symbol nuklidu | Z(p)              | N(n)              | hmotnost izotopu (u) | poločas přeměny | způsob(y) přeměny | produkt(y) přeměny | jaderný spin |
| symbol nuklidu | excitační energie | excitační energie | excitační energie    | poločas přeměny | způsob(y) přeměny | produkt(y) přeměny | jaderný spin |
| -------------- | ----------------- | ----------------- | -------------------- | --------------- | ----------------- | ------------------ | ------------ |
| 276Cn          | 112               | 164               | 276,161 41(64)       |                 |                   |                    | 0            |
| 277Cn          | 112               | 165               | 277,163 64(15)       |                 | α                 | 273Ds              |              |
| 278Cn          | 112               | 166               | 278,164 16(47)       |                 | SF                | různé              | 0            |
| 278Cn          | 112               | 166               | 278,164 16(47)       | α               | 274Ds             |                    | 0            |
| 279Cn          | 112               | 167               | 279,166 54(50)       |                 | SF                | různé              |              |
| 279Cn          | 112               | 167               | 279,166 54(50)       | α               | 275Ds             |                    |              |
| 280Cn          | 112               | 168               | 280,167 15(63)       |                 | SF                | různé              | 0            |
| 280Cn          | 112               | 168               | 280,167 15(63)       | α               | 276Ds             |                    | 0            |
| 281Cn          | 112               | 169               | 281,169 75(42)       | 170(80) ms      | α                 | 277Ds              |              |
| 282Cn          | 112               | 170               | 282,170 5(7)         | 660(170) μs     | SF                | různé              |              |
| 283Cn          | 112               | 171               | 283,173 27(65)       | 4,3(10) s       | α (≥90 %)         | 279Ds              |              |
| 283Cn          | 112               | 171               | 283,173 27(65)       | 4,3(10) s       | SF (≤10 %)        | různé              |              |
| 283mCn         |                   |                   |                      | 5 min           | SF                | různé              |              |
| 284Cn          | 112               | 172               | 284,174 16(91)       | 110,5(315) ms   | SF                | různé              |              |
| 285Cn          | 112               | 173               | 285,177 12(60)       | 40(20) s        | α                 | 281Ds              |              |
| 285mCn         |                   |                   |                      | 8,9 min         | α                 | 281mDs             |              |
| 286Cn          | 112               | 174               |                      | 8,45 s          | SF                | různé              | 0            |